# ライヴ・フロム・フリーダム・ホール
『ライヴ・フロム・フリーダム・ホール』（Live from Freedom Hall）は、アメリカ合衆国のロック・バンド、レーナード・スキナードが2007年に録音・2010年に発表したライブ・アルバム。

## 背景
CDとDVDの2枚組として発売され、いずれも2007年6月15日のフリーダム・ホール公演の模様が収録されており、選曲や曲順も共通している。参加メンバーのうち、ビリー・パウエルとイアン・エヴァンスは2009年に死去しており、本作は両名に捧げられた。

## 反響・評価
母国アメリカでは、『ビルボード』の各種チャート入りを逃す結果となった。一方、イタリアでは2010年7月1日付のアルバム・チャートで63位を記録した。
Steve Leggettはオールミュージックにおいて5点満点中3.5点を付け「"What's Your Name?"、"That Smell"、"Gimme Three Steps"、"Sweet Home Alabama"、そして"Free Bird"のようなスキナードの定番曲の、引き締まったヴァージョンに支えられた良質なライブ・セットで、ジョニー・ヴァン・ザントの歌は兄ロニーの野放図な魂と全く同じでないとはいえ、十分に肉薄している」と評している。

## 収録曲
1. トラヴェリン・マン - "Travelin' Man" (Leon Wilkeson, Ronnie Van Zant) - 4:04
2. ワーキン - "Workin'" (Gary Rossington, Johnny Van Zant, Rickey Medlocke, Hughie Thomasson) - 4:49
3. ホワッツ・ユア・ネイム - "What's Your Name?" (G. Rossington, R. Van Zant) - 3:51
4. ザット・スメル - "That Smell" (Allen Collins, R. Van Zant) - 5:52
5. シンプル・マン - "Simple Man" (G. Rossington, R. Van Zant) - 7:37
6. ダウン・サウス・ジューキン - "Down South Jukin'" (G. Rossington, R. Van Zant) - 1:41
7. ザ・ニードル・アンド・ザ・スプーン - "The Needle and the Spoon" (A. Collins, R, Van Zant) - 2:32
8. ザ・バラッド・オブ・カーティス・ロウ - "The Ballad of Curtis Loew" (A. Collins, R, Van Zant) - 4:26
9. ギミー・バック・マイ・ブレッツ - "Gimme Back My Bullets" (G. Rossington, R. Van Zant) - 2:10
10. チューズデイズ・ゴーン - "Tuesday's Gone" (A. Collins, R, Van Zant) - 6:19
11. レッド・ホワイト・アンド・ブルー - "Red White and Blue" (J. Van Zant, Donnie Van Zant, Brad Warren, Brett Warren) - 5:39
12. ギミー・スリー・ステップス - "Gimme Three Steps" (A. Collins, R, Van Zant) - 6:17
13. コール・ミー・ザ・ブリーズ - "Call Me the Breeze" (J.J. Cale) - 5:46
14. スウィート・ホーム・アラバマ - "Sweet Home Alabama" (Ed King, G. Rossington, R. Van Zant) - 6:22
15. フリー・バード - "Free Bird" (A. Collins, R. Van Zant) - 12:11

## 参加ミュージシャン
- ジョニー・ヴァン・ザント - ボーカル
- ゲイリー・ロッシントン - ギター
- リッキー・メドロック - ギター
- マーク・マテイカ - ギター
- ビリー・パウエル - キーボード
- イアン・エヴァンス - ベース
- マイケル・カーテロン - ドラムス
- デイル・クランツ・ロッシントン、キャロル・チェイス - バックグラウンド・ボーカル